# Abdullah bin Chalifa Al Thani
Scheich Abdullah bin Chalifa Al Thani (arabisch عبدالله بن خليفة آل ثاني, DMG ʿAbdullāh b. Ḫalīfa Āl Ṯānī; * 1959 in Doha) war vom 29. Oktober 1996 bis zum 2. April 2007 der Premierminister von Katar. Bis Anfang 2001 hatte Scheich Abdullah auch das Amt des Innenministers inne, das ihm 1989 übertragen worden war.

## Leben
Scheich Al Thani wurde nach seiner Schulausbildung an der Royal Military Academy Sandhurst in Sandhurst ausgebildet. Nach dem Abschluss im Jahre 1976 trat er in die Streitkräfte Katarsein. 1989 wurde er zum Innenminister ernannt, 1995 wurde er in Personalunion zudem Stellvertreter des Premierministers. Am 20. Dezember 1988 wurde Scheich Al Thani Mitglied des Nationalen Olympischen Komitees von Katar, dessen Vorsitzender er bis zum Jahre 1989 war.
Scheich Al Thani spricht neben Arabisch fließend Englisch und Französisch.